# Колки (Хмельницкая область)
Колки (укр. Колки) — село в Теофипольском районе Хмельницкой области Украины.
Население по переписи 2001 года составляло 404 человека. Почтовый индекс — 30643. Телефонный код — 3844. Занимает площадь 1,787 км². Код КОАТУУ — 6824785302.

## Местный совет
30642, Хмельницкая обл., Теофипольский р-н, с. Олейники, ул. Центральная, 28